# Unione doganale dell'Africa meridionale
L'Unione doganale dell'Africa meridionale (in inglese:  Southern African Customs Union - SACU) è un'unione doganale tra cinque paesi dell'Africa meridionale.

## Storia
La SACU è la più vecchia unione doganale del mondo. Fu fondata nel 1910 come Accordo di unione doganale (Customs Union Agreement) tra l'allora Unione sudafricana e le altre colonie britanniche vicine come il Bechuanaland, Basutoland e Swaziland. In seguito all'indipendenza di questi territori, l'accordo fu aggiornato 
e l'11 dicembre 1969 fu rilanciato come SACU con la firma di un trattato tra Sudafrica, Botswana, Lesotho e Swaziland. La nuova unione entrò ufficialmente in vigore il 1º marzo 1970. In seguito all'indipendenza dal Sudafrica nel 1990, la Namibia aderì alla SACU come suo quinto membro.
Dal 2014 il segretario esecutivo della SACU è Paulina Mbala Elago.

## Funzioni e organizzazione
L'unione si riunisce annualmente per discutere le questioni relative all'accordo. Ci sono anche comitati per le relazioni tecniche, vale a dire il Comitato per le relazioni tecniche doganali (Customs Technical Liaison Committee), il Comitato per le relazioni commerciali e industriali (Trade and Industry Liaison Committee) e il Sub-comitato ad-hoc sull'agricoltura (Ad hoc Sub-Committee on Agriculture), che si riuniscono tre volte l'anno.
Il suo scopo è mantenere il libero interscambio di beni tra i paesi membri. Stabilisce dazi doganali e imposte sul consumo comuni per l'unione doganale. Tutti i dazi e le imposte sul consumo riscosse nell'area vengono versate nel Fondo doganale nazionale del Sudafrica (South Africa' National Revenue Fund). Il fondo viene poi diviso tra i membri in base a una formula descritta nell'accordo. Il Sudafrica svolge la funzione di depositario di tale fondo comune. Solo le quote di Botswana, Lesotho, Namibia e Swaziland vengono determinate, mentre al Sudafrica compete il residuo. Il gettito derivante dalla SACU rappresenta una parte sostanziale delle entrate statali di Botswana, Lesotho, Namibia e Swaziland.

## Sviluppi recenti e struttura
In seguito alla formazione del Governo di unità nazionale in Sudafrica nell'aprile 1994, gli stati membri si sono trovati d'accordo nella necessità di rinegoziare l'accordo democratizzando la SACU e indirizzandone più efficacemente l'attività verso i bisogni attuali degli stati membri.
Con tali propositi, i ministri del commercio e dell'industria dei cinque paesi membri si riunirono a Pretoria l'11 novembre 1994 per discutere la rinegoziazione dell'accordo del 1969. I ministri nominarono un gruppo di lavoro per l'Unione doganale (Customs Union Task Team - CUTT) con il compito di produrre suggerimenti ai ministri. Il CUTT si è riunito in numerose occasioni nei vari stati membri e ha ottenuto buoni progressi nel processo di rinegoziazione.
A una riunione dei ministeri del commercio e delle finanze dei cinque stati membri della SACU, tenutasi a Centurion, Pretoria il 5 settembre 2000, i ministri raggiunsero il consenso unanime in merito ai princìpi su cui fondare la riforma istituzionale della SACU.
La struttura amministrativa e istituzionale del fondo comune che è stata discussa e su cui ci si è accordati consiste degli organi seguenti:
Consiglio dei ministri (Council of Ministers): Organo composto da un ministro per ciascuno stato membro della SACU. Si tratta del supremo organo decisionale della SACU e si riunisce su base trimestrale. Il Consiglio può prendere decisioni solamente all'unanimità.
Commissione (commission): organo amministrativo composto da funzionari anziani (senior officials), tre Comitati per le relazioni tecniche (technical liaison committees) e un Comitato per le relazioni agricole (agricultural liaison committee) stabile.
Tribunale (Tribunal): organo indipendente di esperti che riporta direttamente al Consiglio dei ministri. Il tribunale è responsabile per la determinazione dei dazi e per i meccanismi anti-dumping.
Segretariato (Secretariat): Responsabile dell'operatività quotidiana del fondo. Viene finanziato dal fondo comune.
I ministri della SACU hanno inoltre stabilito che la quota di gettito spettante a ciascuno stato membro debba essere calcolata in base a tre componenti basilari:
1. una quota del fondo dei dazi doganali;
2. una quota del fondo delle imposte sul consumo;
3. una quota della componente per lo sviluppo.

Inoltre, è stato stabilito che tali tre diverse componenti siano distribuite come segue. La componente dei dazi doganali viene assegnata in base alla propria quota del commercio intra-SACU, incluse le riesportazioni. La componente delle imposte sul consumo, al netto della componente per lo sviluppo, viene assegnata in base al PIL. La componente per lo sviluppo, che è pari al 15% del totale del fondo delle imposte sul consumo, viene distribuita a tutti i membri della SACU in proporzione inversa al PIL pro capite.
Mentre la SACU ha avviato un patto di libero scambio con l'AELS il 1º luglio 2006, le negoziazioni per un accordo di libero scambio con gli Stati Uniti sono entrate in stallo.